# Terrier Black and Tan
El Black and Tan Terrier era una raza amplia o tipo de terrier que fue una de las primeras razas de terriers, aunque ahora se cree que es el ancestro de todas las razas modernas de Fell Terrier y The Kennel Club reconoció al Welsh Terrier . 

## Historia
Los terriers de trabajo pertenecían a la región rocosa de Lakeland Fells  en el Reino Unido. Siempre han sido bastante variables, pero siempre han sido terriers de color tostado, negro o negro y fuego, a diferencia del blanco "foxing terriers" recubiertos preferidos en el sur de Inglaterra. Hoy en día, los Fell Terriers negros y fuego a veces se conocen como "Lakelands de trabajo", o Patterdale Terriers, simplemente "Terriers Black & Tan (Negro y fuego)".    
A partir de los Fell Terriers de color áspero de Cumberland, Westmorland y Scottish Borders se desarrollaron varias razas del Kennel Club, incluidos el Lakeland Terrier, el Welsh Terrier, el Fell Terrier y el Border Terrier. 